# Saulchoy-sous-Poix
Saulchoy-sous-Poix est une commune française située dans le département de la Somme, en région Hauts-de-France.

## Géographie

### Localisation
Saulchoy-sous-Poix est un village picard de l'Amiénois.
À vol d'oiseau, la localité est située à 4 km au sud-ouest de Poix-de-Picardie, 10 km au nord de Grandvilliers, 30 km au sud-ouest d'Amiens, 37 km au nord-ouest de Beauvais et à 40 km au sud-est d'Abbeville.
Le territoire de la commune est limitrophe de ceux de cinq communes.   
Les communes limitrophes sont Éplessier, Équennes-Éramecourt, Lachapelle, Sainte-Segrée et Thieulloy-la-Ville.

### Géologie et relief
La commune est située dans la vallée de la Poix, peu peuplée, encaissée et peu profonde. Le fond humide de cette vallée est cultivé en prairies et ses versants sont couverts de bois.

### Hydrographie

#### Réseau hydrographique
La commune est située dans le bassin Artois-Picardie. Elle est drainée par.
La rivière de Poix, d'une longueur de 14 km, prend sa source dans la commune de Hescamps et se jette  dans l'Évoissons à Frémontiers, après avoir traversé neuf communes.

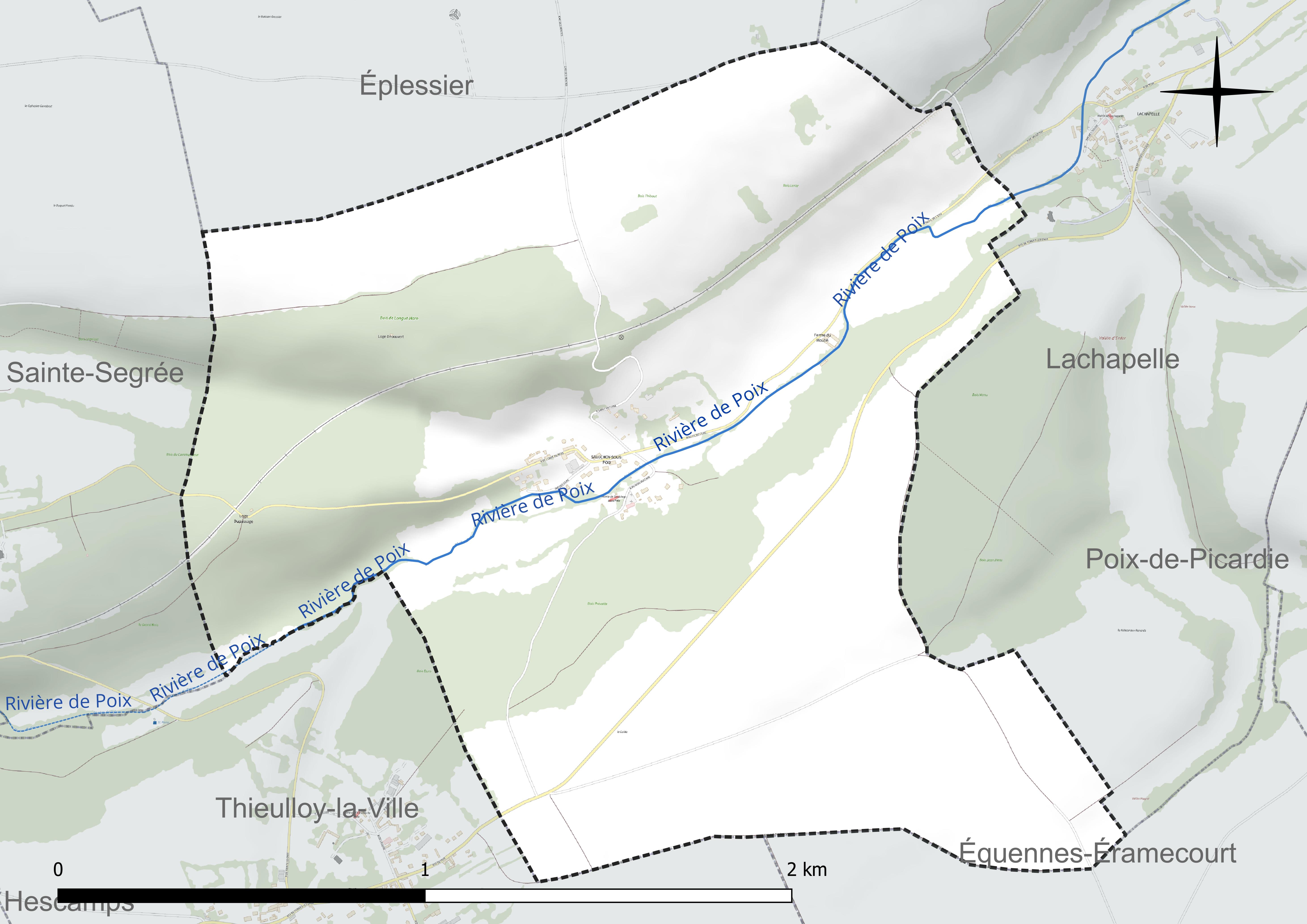
Réseau hydrographique de Saulchoy-sous-Poix.

#### Gestion et qualité des eaux
Le territoire communal est couvert par le schéma d'aménagement et de gestion des eaux (SAGE) « Somme aval et Cours d'eau côtiers ». Ce document de planification concerne un territoire de 1 835 km2 de superficie, délimité par le bassin versant de la Somme canalisée. Le périmètre a été arrêté le 29 avril 2010 et le SAGE proprement dit a été approuvé le 6 août 2019. La structure porteuse de l'élaboration et de la mise en œuvre est le syndicat mixte d'aménagement hydraulique du bassin versant de la Somme (AMEVA).
La qualité des cours d'eau peut être consultée sur un site dédié géré par les agences de l'eau et l'Agence française pour la biodiversité.

### Climat
Pour des articles plus généraux, voir Climat des Hauts-de-France et Climat de la Somme.
En 2010, le climat de la commune est de type climat océanique dégradé des plaines du Centre et du Nord, selon une étude du CNRS s'appuyant sur une série de données couvrant la période 1971-2000. En 2020, Météo-France publie une typologie des climats de la France métropolitaine dans laquelle la commune est exposée à un climat océanique et est dans la région climatique Côtes de la Manche orientale, caractérisée par un faible ensoleillement (1 550 h/an) ; forte humidité de l'air (plus de 20 h/jour avec humidité relative > 80 % en hiver), vents forts fréquents.
Pour la période 1971-2000, la température annuelle moyenne est de 10,1 °C, avec une amplitude thermique annuelle de 14,8 °C. Le cumul annuel moyen de précipitations est de 806 mm, avec 12,5 jours de précipitations en janvier et 8,4 jours en juillet. Pour la période 1991-2020, la température moyenne annuelle observée sur la station météorologique la plus proche, située sur la commune de Saint-Arnoult à 16 km à vol d'oiseau, est de 10,4 °C et le cumul annuel moyen de précipitations est de 797,2 mm,. Pour l'avenir, les paramètres climatiques de la commune estimés pour 2050 selon différents scénarios d'émission de gaz à effet de serre sont consultables sur un site dédié publié par Météo-France en novembre 2022.

## Urbanisme

### Typologie
Au 1er janvier 2024, Saulchoy-sous-Poix est catégorisée commune rurale à habitat dispersé, selon la nouvelle grille communale de densité à sept niveaux définie par l'Insee en 2022.
Elle est située hors unité urbaine. Par ailleurs la commune fait partie de l'aire d'attraction d'Amiens, dont elle est une commune de la couronne,. Cette aire, qui regroupe 369 communes, est catégorisée dans les aires de 200 000 à moins de 700 000 habitants,.

### Occupation des sols
L'occupation des sols de la commune, telle qu'elle ressort de la base de données européenne d'occupation biophysique des sols Corine Land Cover (CLC), est marquée par l'importance des territoires agricoles (69,2 % en 2018), une proportion identique à celle de 1990 (69,2 %). La répartition détaillée en 2018 est la suivante : 
terres arables (59,8 %), forêts (30,8 %), prairies (9,3 %), zones agricoles hétérogènes (0,1 %). L'évolution de l'occupation des sols de la commune et de ses infrastructures peut être observée sur les différentes représentations cartographiques du territoire : la carte de Cassini (XVIIIe siècle), la carte d'état-major (1820-1866) et les cartes ou photos aériennes de l'IGN pour la période actuelle (1950 à aujourd'hui).

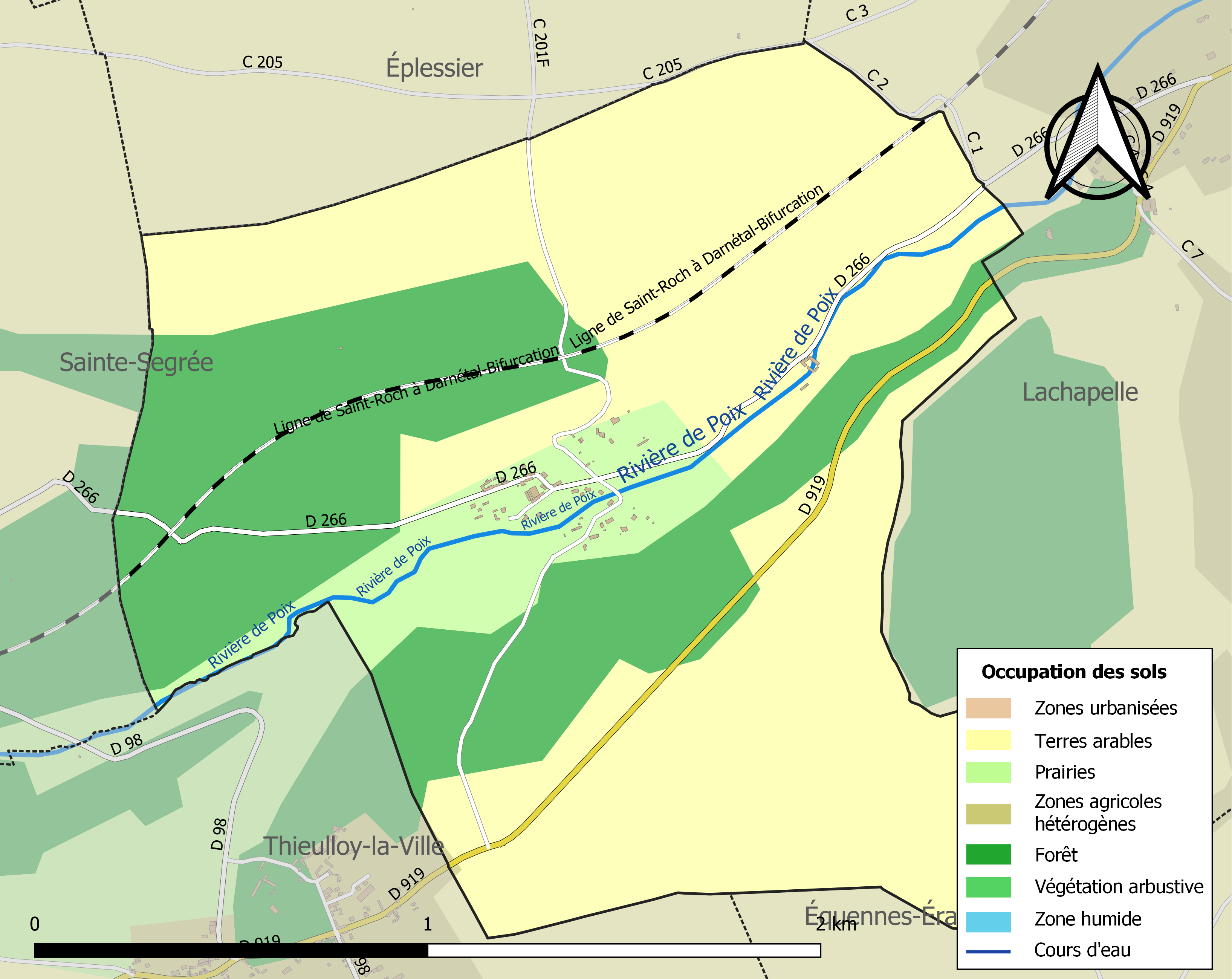
Carte des infrastructures et de l'occupation des sols de la commune en 2018 (CLC).

### Voies de communication et transports
La commune est traversée par la Ligne de Saint-Roch à Darnétal-Bifurcation, mais la station la plus proche est la Gare de Poix-de-Picardie, desservie par des trains du réseau TER Hauts-de-France, sur les relations d'Amiens à Abancourt ou Rouen, ainsi que de Lille à Rouen.

## Toponymie
Le nom de la localité est attesté sous les formes Saucet (1189) ; Saulchoel (1202) ; Le Sauchois sur Poix (1303) ; Sauchoy (1184) ; Sauchoi (1235-1236) ; Le Chaussoi (1733) ; Saulchoy-sur-Poix (1757) ; Saulchoy-sous-Poix (1772) ; Sauchoy-les-Poix, Saulchoy-les-Poix (1728) ; Saulchoix-près-Poix (1772) ; Saulchoix (1781) ; Saulchoy-sous-Poix (1801).
Forme collective au féminin -eta de l'oïl picard chaussoi « lieu planté de saules, saulaie, bois de saules ».
La rivière de Poix traverse le village.

## Histoire

### Antiquité
Des vestiges d'un camp retranché gallo-romain sur une motte castrale ont été retrouvés dans la commune.

### Temps modernes
La seigneurie de Saulchoy appartenait au XVIIIe siècle à la famille de Lagrené, qui conserva le domaine de Saulchoy jusqu'au début du XXe siècle .

## Politique et administration

### Rattachements administratifs et électoraux
La commune se trouve dans l'arrondissement d'Amiens du département de la Somme. Pour l'élection des députés, elle fait partie depuis 2012 de la quatrième circonscription de la Somme.
Elle fait partie depuis 1793 du canton de Poix-de-Picardie. Dans le cadre du redécoupage cantonal de 2014 en France, ce canton, où la commune reste intégrée, est modifié et agrandi.

### Intercommunalité
La commune était membre de la communauté de communes du Sud-Ouest Amiénois (CCSOA), créée en 2004.
Dans le cadre des dispositions de la loi portant nouvelle organisation territoriale de la République du 7 août 2015, qui prévoit que les établissements publics de coopération intercommunale (EPCI) à fiscalité propre doivent avoir un minimum de 15 000 habitants, la préfète de la Somme propose en octobre 2015 un projet de nouveau schéma départemental de coopération intercommunale (SDCI) qui prévoit la réduction de 28 à 16 du nombre des intercommunalités à fiscalité propre du département.
Ce projet prévoit la « fusion des communautés de communes du Sud-Ouest Amiénois, du Contynois et de la région d'Oisemont », le nouvel ensemble de 37 412 habitants regroupant 120 communes,. À la suite de l'avis favorable de la commission départementale de coopération intercommunale en janvier 2016, la préfecture sollicite l'avis formel des conseils municipaux et communautaires concernés en vue de la mise en œuvre de la fusion.
La communauté de communes Somme Sud-Ouest (CC2SO), dont est désormais membre la commune, est ainsi créée au 1er janvier 2017.

### Équipements

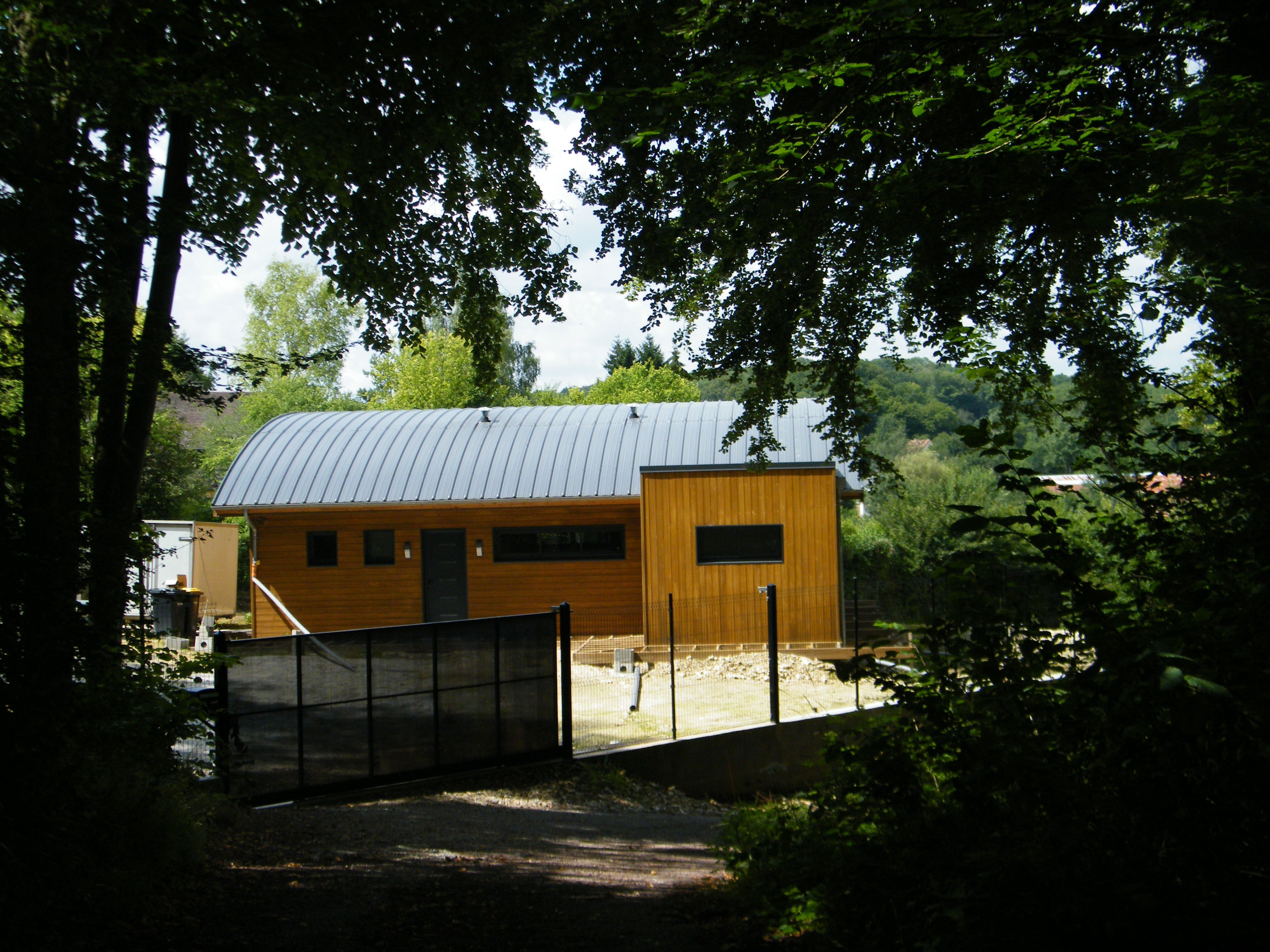
La salle communale, en lisière de forêt.

### Liste des maires
| Période                                  | Période                       | Identité        | Étiquette | Qualité                                                            |
| ---------------------------------------- | ----------------------------- | --------------- | --------- | ------------------------------------------------------------------ |
| Les données manquantes sont à compléter. |                               |                 |           |                                                                    |
| avant 1988                               |                               | Eugène Leroy    |           |                                                                    |
| Les données manquantes sont à compléter. |                               |                 |           |                                                                    |
| mars 2001                                | mai 2020                      | Loïc Leroy,     |           |                                                                    |
| mai 2020                                 | novembre 2020                 | Karine Champion |           | Élections annulées par le Tribunal administratif (France) d'Amiens |
| février 2021                             | En cours (au 14 octobre 2020) | Lionel Clabault |           |                                                                    |

## Population et société

### Démographie
L'évolution du nombre d'habitants est connue à travers les recensements de la population effectués dans la commune depuis 1793. Pour les communes de moins de 10 000 habitants, une enquête de recensement portant sur toute la population est réalisée tous les cinq ans, les populations de référence des années intermédiaires étant quant à elles estimées par interpolation ou extrapolation. Pour la commune, le premier recensement exhaustif entrant dans le cadre du nouveau dispositif a été réalisé en 2004.

En 2022, la commune comptait 79 habitants, en évolution de +12,86 % par rapport à 2016 (Somme : −1,26 %, France hors Mayotte : +2,11 %).
| 1793 | 1800 | 1806 | 1821 | 1831 | 1836 | 1841 | 1846 | 1851 |
| ---- | ---- | ---- | ---- | ---- | ---- | ---- | ---- | ---- |
| 98   | 104  | 108  | 88   | 85   | 84   | 90   | 95   | 98   |

| 1856 | 1861 | 1866 | 1872 | 1876 | 1881 | 1886 | 1891 | 1896 |
| ---- | ---- | ---- | ---- | ---- | ---- | ---- | ---- | ---- |
| 93   | 75   | 78   | 67   | 65   | 66   | 50   | 50   | 39   |

| 1901 | 1906 | 1911 | 1921 | 1926 | 1931 | 1936 | 1946 | 1954 |
| ---- | ---- | ---- | ---- | ---- | ---- | ---- | ---- | ---- |
| 34   | 38   | 30   | 38   | 23   | 23   | 23   | 38   | 37   |

| 1962 | 1968 | 1975 | 1982 | 1990 | 1999 | 2004 | 2006 | 2009 |
| ---- | ---- | ---- | ---- | ---- | ---- | ---- | ---- | ---- |
| 31   | 19   | 22   | 31   | 32   | 35   | 44   | 46   | 52   |

| 2014 | 2019 | 2022 | - | - | - | - | - | - |
| ---- | ---- | ---- | - | - | - | - | - | - |
| 67   | 75   | 79   | - | - | - | - | - | - |

## Culture locale et patrimoine

### Lieux et monuments
- Église Sainte-Marie-Madeleine, en brique et pierre, construite au XVIe siècle[39] .

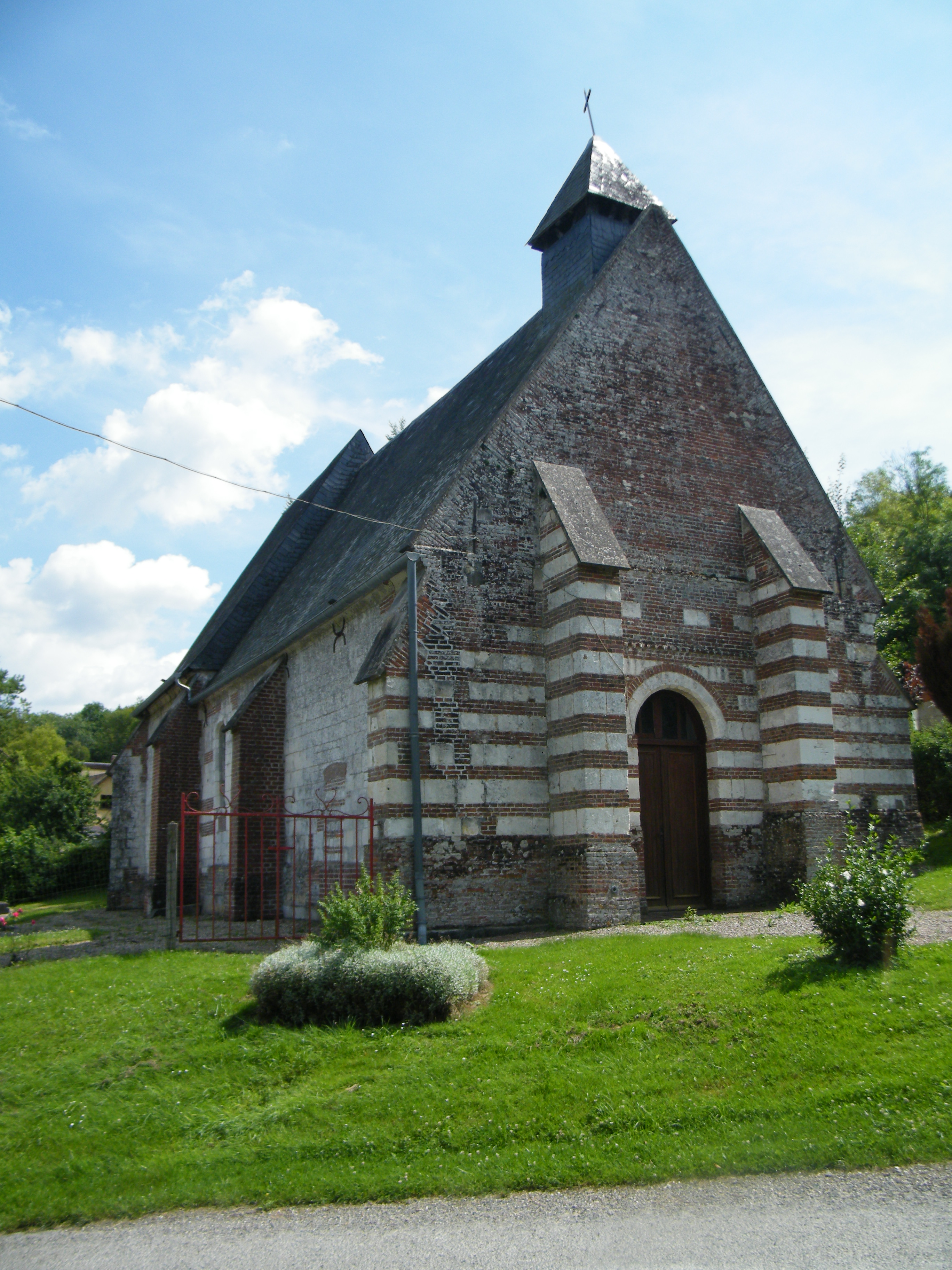
L'église Sainte-Marie-Madeleine.
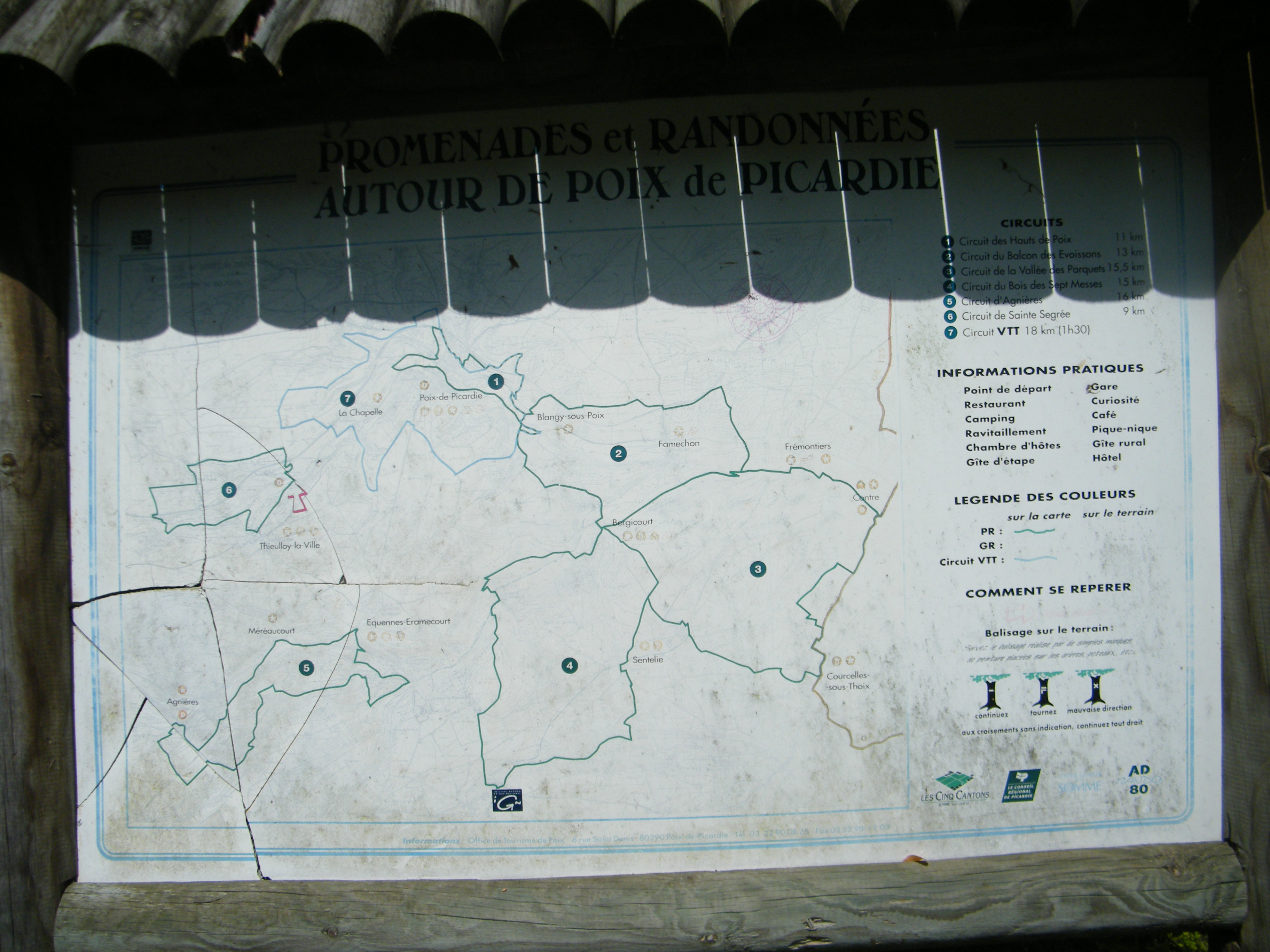
Invitation à la randonnée.

### Personnalités liées à la commune
- Théodore de Lagrené (Amiens, 14 mars 1800 - Paris 7e, 26 avril 1862), diplomate, pair de France, député de la Somme, négociateur du traité de Huangpu, propriétaire du domaine de Saulchoy ;
- Edmond de Lagrené (Athènes, 16 février 1842 - Paris 8e, 13 février 1909), diplomate, fils du précédent.